# (36299) 2000 JA16
2000 JA16 (asteroide 36299) é um asteroide da cintura principal. Possui uma excentricidade de 0.04105870 e uma inclinação de 22.67868º.
Este asteroide foi descoberto no dia 6 de maio de 2000 por LINEAR em Socorro.